# Rothorn (Lämmeren)
Das Rothorn ist ein 3103 m ü. M. hoher Berg in den westlichen Berner Alpen auf Walliser Boden in der Schweiz.
Der Berg gehört zum Wildstrubelmassiv und befindet sich zwei Kilometer östlich des Plaine-Morte-Gletschers. Er markiert den südöstlichsten Punkt des Beckens, in dem der Gletscher liegt. Vom Rothorn verläuft ein Grat nach Westen, der den Südrand des Beckens bildet. Der Grat wird rund zwei Kilometer westlich vom Gipfel von einem Einschnitt durchbrochen und steigt dann zu Les Faverges (2971 m ü. M.) auf. Nordöstlich des Rothorn-Hauptgipfels liegt ein ausgeprägter Nebengipfel (ca. 3085 m; mit einem Antennenmast auf dem höchsten Punkt), von dem sich der Grat nach Osten zum Schwarzhorn (3105 m ü. M.) fortsetzt und von dort zwei weitere Kilometer bis zum Daubenhorn hoch über Leukerbad. Ein weiterer Grat führt vom Rothorn nach Nordwesten über Schneehore (3180 m ü. M.) zum Wildstrubel (3244 m ü. M.). Nach Süden hin fällt das Rothorn steil ins Hochtal Les Outannes mit dem Bachlauf La Tièche ab, und nach Südosten in fast senkrechten Felswänden zu einem kleinen Bergsee. Im Süden des Rothorns, jenseits einer gut 2840 m hohen Scharte, liegt der Trubelstock (2999 m ü. M.).
Nördlich des Rothorns liegt der Lämmerengletscher, umgeben vom Schwarzhorn im Südosten und vom Schneehore im Westen. Unterhalb des Gletschers liegt die Lämmerenhütte.  
Das Rothorn hat eine Schartenhöhe von 86 m (Schneejoch) und eine Dominanz von 0,93 km (Schneehore).
Der Ostgrat ist schwierig zu begehen. Der Aufstieg von Westen (Gletscher, Schneejoch) hingegen unproblematisch und auch im Winter als Skitour machbar.